# Čepin
Čepin (v srbské cyrilici Чепин) je obec (opčina) v Osijecko-baranjské župě ve východním Chorvatsku. V roce 2011 zde žilo celkem 9 502 obyvatel.
Obec se rozkládá v rovné krajině Panonské nížiny, jihozápadně od regionálního centra Osijeku, na silničním tahu mezi Osijekem a městem Đakovo.
Obyvatelstvo obce je především chorvatské národnosti (93 %), nejpočetnější menšinou jsou Srbové (okolo 4 %). V Čepinu jsou celkem čtyři kostely (dva katolické, jeden pravoslavný a jeden evangelický). Obec je napojena na železniční trať Strizivojna–Osijek.